# Carretera de la Bordeta
Carretera de la Bordeta és el nom tradicional amb què es coneix el tram que passa pel barri de la Bordeta del camí ral de Barcelona cap a ponent.

## Història
El traçat de la carretera de la Bordeta neix com un ramal de la via Augusta des del portal de Sant Antoni de Barcelona, que passava per l'actual avinguda Mistral, Hostafrancs, la Bordeta, L'Hospitalet de Llobregat, Cornellà de Llobregat, etc. fins a arribar a Martorell, on es podia creuar el Llobregat.
Pel que fa al seu passat romà, s'han proposat les fitacions següents de la Via Augusta des del centre de Barcelona:
- 1 milla - Ermita romànica a la plaça del Pedró
- 2 milles - Mil·liari d'Hostafrancs, prop de la plaça Espanya
- 3 milles - Algun punt entre la Bordeta i l'Hospitalet
- 4 milles - Ermita de Santa Eulàlia de Provençana
- 5 milles - Plaça de la Vila de l'Hospitalet

Ja en època medieval, consta que al segle xiv el Consell de Cent de Barcelona va construir un pont de fusta sobre el Llobregat a l'altura de Sant Boi de Llobregat, per la qual cosa durant molt de temps el camí va ser conegut com a carretera de Sant Boi.
El tram concret de la Bordeta partia de la Creu Coberta, una creu amb un templet situada en l'actual confluència del Paral·lel amb el carrer de Llança. A partir d'aquí la carretera rep diversos noms. És carrer de la Bordeta des de plaça Espanya fins al creuament amb la riera de Magòria, que baixava per Joanot Martorell i Noguera Ribagorçana. A partir d'aquest punt, el carrer s'anomena Gavà fins a Sant Medir, on es creuava amb el canal de la Infanta i la seva séquia auxiliar de la Bordeta. En l'últim tram fins a Riera Blanca rep el nom de Constitució. A partir de la Riera Blanca, ja dins de l'Hospitalet de Llobregat, la carretera rep el nom de carrer Santa Eulàlia.

## Importància
La carretera de la Bordeta és el nucli a partir del qual creix el nucli de la Bordeta. Amb la construcció de la nova carretera reial el 1790 pels actuals carrers de Creu Coberta i de Sants, l'antic camí ral va perdre importància, però tornà a revifar amb la creació del canal de la Infanta, el 1820.

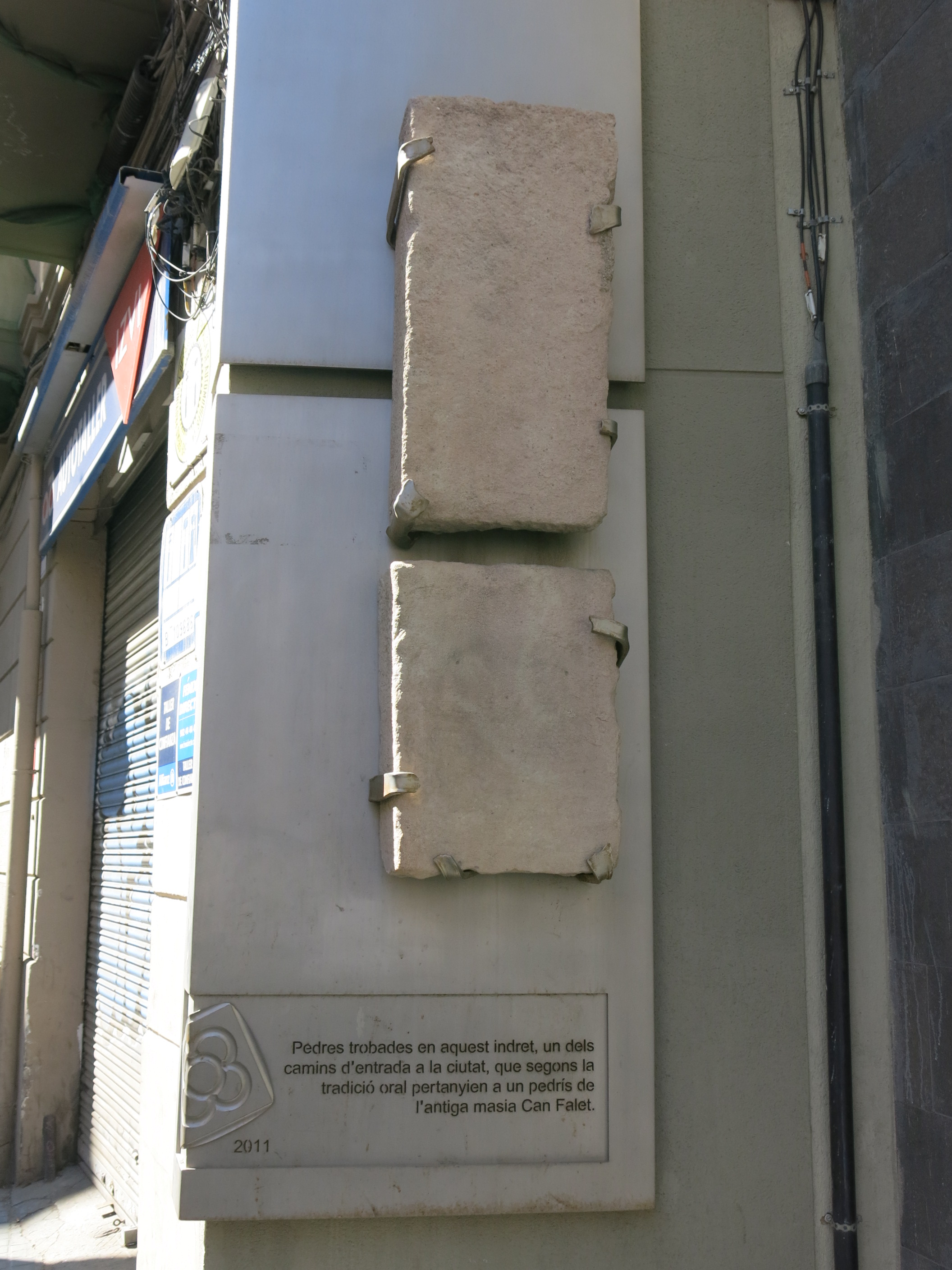
Pedres de l'antic mas de Can Falet, a Constitució 120

En tot cas, els edificis més antics i importants del barri sorgeixen al llarg de la carretera. En primer lloc, cal destacar l'hostal anomenat de la Bordeta, que hi havia a la carretera amb Riera Blanca, que va donar nom al barri. En el mateix lloc també hi hagueren els burots de Barcelona entre finals del segle xix i mitjans del XX. També prop de la carretera hi havia les masies de can Pau Valent, can Sala, can Massagué o can Falet. Per acabar, arribaren les fàbriques com la Porcelana, de la qual es conserva la xemeneia, Balet i Vendrell, Cascante o la gran fàbrica de Can Batlló, encara existent i en procés de rehabilitació com a equipaments per al barri.
Ja modernament cal destacar, sobre la mateixa carretera, l'església de Sant Medir, l'lEscola Proa, l'Institut Joan Coromines, el centre de salut mental Cal Muns i la cooperativa d'habitatge de la Borda, l'edifici de fusta més gran de Catalunya.